# Патрік Джейн
Патрік Джейн - це вигаданий персонаж та головний герой CBS драми "Менталіст", якого втілив на екрані Саймон Байкер. Джейн є незалежним консультантом для вигаданої версії  Каліфорнійського Бюро Розслідувань, працівникам якої він допомагає надаючи поради  та  оцінки зі свого досвіду,  як фальшивого медіума. Він використовує свій талант,  гостру  спостережливість, дедукцію, і знання соціальної інженерії   допомагаючи проведенню досліджень.

## Походження персонажу
Патрік Джейн є  членом - консультантом відділу боротьби зі злочинністю КБР(Каліфорнійського Бюро Розслідувань). Він використовує нетрадиційні методи дослідження і  кидає виклик правилам поліцейського діловодства, часто діючи без видимого співчуття до підозрюваних або  сімей постраждалих.
Його минуле розкривається повільно, впродовж п'ять сезонів серіалу. Одкровення приходять через спогади і розповіді Джейна. В епізоді «Кинувши своїх" виявляється, що Джейн був вихований батьком-шахраєм, який записав свого молодого сина в карнавальний номер   медіума, рекламуючи Джейна, як "диво-хлопчика". В епізоді «Рожеві окуляри», виявилось, що Джейнн ніколи не ходив до школи.
Він одружився з Анджеліною Раскін, яка була  родом з  подібної сім'ї  , її сім'я  була  членом подорожуючого карнавалу  .  У подружжя була  дочка Шарлотта. Джейн сам став знаменитістю та отримував  високий прибуток, працюючи медіумом,аж  поки він  відкрито не  покритикував та познущався над серійним вбивцею Кровавим Джоном у телевізійному інтерв'ю.  Кровавий Джон помстився Джейну, убивши його  дружину  і дочку та залишивши записку, у якій пояснив свої дії.
До роботи в КБР, Джейн пережив нервовий зрив через почуття провини за смерть його сім'ї. Він приховав цей інцидент від своїх співробітників у КБР,  не залишивши письмових  записів про нього.
Джейн використовує свої менталістичні здібності для розкриття злочинів, проте його основною метою є арешт Кровавого Джона. Він заявив, що  планує вбити Кровавого Джона, а не позбавити його волі, хоча його безпосередній начальник, Тереза Лісбан, здається, сумнівається в його щирості.
Спочатку Джейн приєднався до КБР через рік після смерті його дружини і дочки.  У 5 сезоні у серії «Червоний світанок» виявилось, що Джейн  з самого початку прийшов до КБР, як цивільний намагаючись отримати доступ до документів зі справі Червоного Джона. Джейну перешкодили у виконанні цього задуму, але після нападу на нього  з боку тодішнього агента КБР, Стефана Ханнігана, йому було дозволений доступ до  файлів, щоб заспокоїти його та уникнути  судового позову. Він розпочав роботу в  момент розслідування Лісбан та її команди, йому вдалося розкрити справу завдяки  унікальним здібностям, і в результаті,  Джейн був найнятий на посаду консультанта тогочасним  директором КБР Вірджилом Мінеллі.